# Suturuocha
Suturuocha (ros. Сутуруоха) – wieś w Rosji, w Jakucji, w ułusie abyjskim. W 2010 liczyła 430 mieszkańców.